# Embelia scandens
Embelia scandens là một loài thực vật có hoa trong họ Anh thảo. Loài này được (Lour.) Mez mô tả khoa học đầu tiên năm 1902.